# Ильясов, Адам Ансарович
Адам Ансарович Ильясов (род. 26 октября 1951, Сулюкта, Ошская область, Киргизская ССР, СССР) — советский и российский художник, Заслуженный работник культуры Российской Федерации.

## Биография
Родился во время депортации чеченцев в Сулюкте (Ошская область, Киргизская ССР).
После восстановления Чечено-Ингушской АССР семья вернулась на родину. В 1960 году окончил школу. В 1969 году поступил в Дагестанское художественное училище им. М. А. Джемала. В 1970—1972 годах служил в армии. После окончания службы возобновил учёбу в Дагестанском училище, которое окончил в 1975 году. После окончания учёбы работал в министерстве торговли Чечено-Ингушетии, затем преподавал рисование в Грозненском педагогическом училище. В 1976—1979 годах преподавал в Грозненской детской художественной школе, а с 1979 года — директор этой школы. В 1983 году учился на курсах повышения квалификации в Центральном институте повышения квалификации руководящих и творческих работников Министерства культуры РСФСР. В 2003 году создал региональное общественное учреждение «Арт-Серло» с воскресными клубами в ряде сёл Чечни для помощи детям с посттравматическими расстройствами.

## Награды и звания
- Заслуженный работник культуры Чечено-Ингушской АССР (1988);
- Золотой почётный знак «Общественное признание» Общественной палаты Российской Федерации (2007);
- Заслуженный работник культуры Российской Федерации (2007).